# Sesbania oligosperma
Sesbania oligosperma är en ärtväxtart som beskrevs av Paul Hermann Wilhelm Taubert. Sesbania oligosperma ingår i släktet Sesbania och familjen ärtväxter. Inga underarter finns listade i Catalogue of Life.